# Валентин Горбатый
Валентин Горбатый (чеш. Valentin Hrbatý,  пол. Walentyn Raciborski (Garbaty), ок. 1485 — 13 ноября 1521, Рацибуж) — князь Ратиборский (1493—1521).

## Биография
Валентин был младшим сыном князя ратиборского Яна V и Магдалены Опольской. Принадлежал к побочной линии чешской королевской династии Пржемысловичей.
Когда в 1493 году умер отец, Микулаш унаследовал Ратиборское княжество вместе со старшими братьями Микулашем и Яном. Их опекуном и регентом княжества стала мать, Магдалена Опольская. Валентин стал формально соправителем братьев в 1501 году, достигнув шестнадцати лет.
В 1506 году неожиданно умерли оба его старших брата, и Валентин оказался единственным правителем Ратиборского княжества. В 1511 году он признал договор о взаимном наследовании, заключенный его отцом в 1478 году с опольским князем Яном II Добрым, который в свое время был подтвержден королем Матьяшем Хуньяди. Однако после того, как в том же году король Чехии Владислав II предоставил Валентину право свободно определять своего преемника, был заключен новый договор о взаимном наследовании между бездетными князьями Валентином Ратиборским и Яном II Опольским, который был подтвержден королем Владиславом II. По условиям этого договора, в случае бездетной смерти Яна II Опольское княжество должно было быть разделено между Валентином Ратиборским и маркграфом Георгом Бранденбургским. В случае бездетной смерти Валентина Ратиборское княжество переходило к Яну II.
Из-за своего физического недостатка Валентин Горбатый так и не решился жениться. Он скончался 13 ноября 1521 года, и по условиям договора 1511 года его княжество перешло к Яну II, который через 240 лет после разделения воссоздал единое Опольско-ратиборское княжество.
Со смертью Валентина Горбатого пресеклась силезская линия Пржемысловичей.